# فراونبرگ
فراونبرگ (به آلمانی: Fraunberg, Bavaria) یک شهر در آلمان است که در بایرن واقع شده‌است.

## خصوصیات
فراونبرگ ۴۲٫۳۷ کیلومترمربع مساحت دارد ۴۴۴ متر بالاتر از سطح دریا واقع شده‌است.